# 24 uur van Le Mans 1949

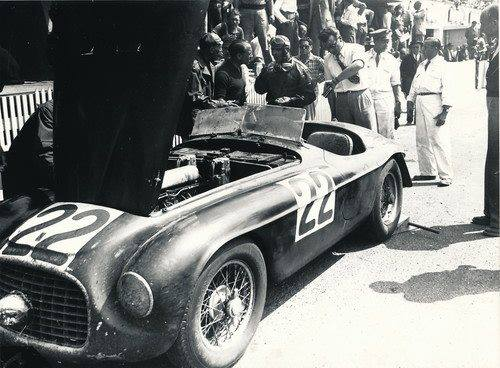
De winnende auto: de Ferrari 166 MM #22.

De 24 uur van Le Mans 1949 was de 17e editie van deze endurancerace. De race werd verreden op 25 en 26 juni 1949 op het Circuit de la Sarthe nabij Le Mans, Frankrijk. Het was de eerste keer na de Tweede Wereldoorlog dat de race werd georganiseerd. De oorlog was weliswaar al vier jaar afgelopen, maar Frankrijk wilde zich eerst richten op de wederopbouw van het land voordat men dacht aan de terugkeer van de race.
De race werd gewonnen door de Peter Mitchell-Thomson, Lord Selsdon #22 van Luigi Chinetti en Peter Mitchell-Thomson. Chinetti behaalde zijn derde Le Mans-overwinning, waarmee hij het record van Woolf Barnato evenaarde, terwijl Mitchell-Thomson zijn enige zege behaalde. De S 3.0-klasse werd gewonnen door de Henri Louveau #15 van Henri Louveau en Juan Jover. De S 5.0-klasse werd gewonnen door de Pierre Meyrat #11 van Pierre Meyrat en Robert Brunet. De S 1.5-klasse werd gewonnen door de Ecurie Lapin Blanc/HRG Engineering #35 van Eric Thompson en Jack Fairman. De S 1.1-klasse werd gewonnen door de Monopole-Poissy #44 van Jean de Montrémy en Eugène Dussous. De S 750-klasse werd gewonnen door de Let-Aviation #58 van František Sutnar en Otto Krattner.
Tegen het eind van de race maakte Pierre Maréchal een ongeluk mee. Hij spinde toen hij een andere auto in wilde halen, en de auto rolde hierbij over de kop. Hij werd weliswaar naar het ziekenhuis gebracht, maar overleed de dag na de race.

## Race
Winnaars in hun klasse zijn vetgedrukt. Auto's die minder ronden hadden afgelegd dan zij vooraf hadden ingeschat, werden niet geklasseerd. De #43 George Phillips werd gediskwalificeerd omdat deze hulp van buitenaf had gekregen.
| Pos. | Klasse | No. | Team                                 | Coureurs                              | Chassis                                | Motor                            | Ronden |
| ---- | ------ | --- | ------------------------------------ | ------------------------------------- | -------------------------------------- | -------------------------------- | ------ |
| 1    | S 2.0  | 22  | Peter Mitchell-Thomson, Lord Selsdon | Luigi Chinetti Peter Mitchell-Thomson | Ferrari 166 MM                         | Ferrari 2.0L V12                 | 235    |
| 2    | S 3.0  | 15  | Henri Louveau                        | Henri Louveau Juan Jover              | Delage D6S-3L                          | Delage 3.0L i6                   | 234    |
| 3    | S 2.0  | 26  | Mrs. P. Trevelyan                    | Harold John Aldington Norman Culpan   | Frazer Nash High Speed Le Mans Replica | Bristol 2.0L I6                  | 224    |
| 4    | S 3.0  | 14  | W.S. Watney                          | Louis Gérard Francisco Godia-Sales    | Delage D6S-3L                          | Delage 3.0L I6                   | 212    |
| 5    | S 5.0  | 11  | Pierre Meyrat                        | Pierre Meyrat Robert Brunet           | Delahaye 135CS                         | Delahaye 4.0L I6                 | 210    |
| 6    | S 5.0  | 6   | Jack Hay                             | Jack Hay Tommy Wisdom                 | Embiricos Bentley Paulin               | Bentley 4.3L I6                  | 210    |
| 7    | S 2.0  | 27  | Arthur Jones                         | Arthur Jones Nick Haines              | Aston Martin DB2                       | Aston Martin 2.0L I4             | 207    |
| 8    | S 1.5  | 35  | Ecurie Lapin Blanc/HRG Engineering   | Eric Thompson Jack Fairman            | HRG 1500 Lightweight Le Mans           | Singer 1.5L I4                   | 202    |
| 9    | S 5.0  | 12  | René Bouchard                        | René Bouchard Pierre Larrue           | Delahaye 135MS                         | Delahaye 3.6L I6                 | 200    |
| NC   | S 5.0  | 9   | Henry Leblanc                        | Henry Leblanc Jean Brault             | Delahaye 135CS                         | Delahaye 3.6L I6                 | 194    |
| 10   | S 2.0  | 29  | Robert Lawrie                        | Robert Lawrie Richard W. Parker       | Aston Martin 2-Litre Sports (DB1)      | Aston Martin 2.0L I4             | 193    |
| 11   | S 1.1  | 44  | Monopole-Poissy                      | Jean de Montrémy Eugène Dussous       | Monopole Sport                         | Simca 1.1L I4                    | 185    |
| NC   | S 3.0  | 20  | Jack Bartlett                        | Jack Bartlett Nigel Mann              | Healey Elliott                         | Riley 2.4L I4                    | 180    |
| 12   | S 1.1  | 47  | Norbert-Jean Mahé/Roger Crovetto     | Norbert-Jean Mahé Roger Crovetto      | Simca Huit                             | Gordini 1.1L I4                  | 178    |
| 13   | S 750  | 58  | Let-Aviation                         | František Sutnar Otto Krattner        | Aero Minor Sport 750                   | Aero 0.7L Flat-2 (tweetaktmotor) | 177    |
| 14   | S 1.5  | 41  | Auguste Lachaize                     | Auguste Lachaize Albert Debille       | DB Tank                                | Citroën 1.5L I4                  | 176    |
| NC   | S 1.1  | 52  | André Guillard                       | André Guillard Théodore Martin        | Simca Huit                             | Gordini 1.1L I4                  | 156    |
| 15   | S 750  | 60  | Ecurie Verte                         | Emmanuel Baboin Pierre Gay            | Simca Six                              | Simca 0.6L I4                    | 156    |
| 16   | S 750  | 59  | Jacques Poch                         | Ivan Hodač Jacques Poch               | Aero Minor Sport 750                   | Aero 0.7L Flat-2 (tweetaktmotor) | 150    |
| DNF  | S 5.0  | 1   | André Chambas/Écurie Verte           | André Chambas André Morel             | Talbot-Lago Grand Sport Coupé          | Talbot-Lago 4.5L I6              | 222    |
| DNF  | S 3.0  | 18  | Auguste Veuillet                     | Auguste Veuillet Edmond Mouche        | Delage D6-3L                           | Delage 3.0L I6                   | 208    |
| DNF  | S 2.0  | 28  | Mrs. R.P. Hichens                    | Pierre Marechal Taso Mathieson        | Aston Martin DB2                       | Aston Martin 2.0L i4             | 192    |
| DNF  | S 5.0  | 4   | Ecurie Charles Pozzi                 | André Simon Pierre Flahaut            | Delahaye 175S                          | Delahaye 4.5L I6                 | 179    |
| DNF  | S 1.5  | 42  | René Bonnet Automobiles DB           | René Bonnet Charles Deutsch           | DB 5                                   | Citroën 1.5L I4                  | 175    |
| DSQ  | S 1.5  | 43  | George Phillips                      | George Phillips R.M. Dryden           | MG TC Special Body                     | MG 1.3L I4                       | 134    |
| DNF  | S 5.0  | 8   | Louis Villeneuve                     | Marius Chanal Yves Giraud-Cabantous   | Delahaye 135CS                         | Delahaye 3.6L I6                 | 128    |
| DNF  | S 5.0  | 10  | R.R.C. Walker Racing Team            | Tony Rolt Guy Jason-Henry             | Delahaye 135CS                         | Delahaye 3.6L I6                 | 126    |
| DNF  | S 5.0  | 5   | Etablissements Delettrez             | Jean Delettrez Jacques Delettrez      | Delettrez Diesel                       | Delettrez 4.4L I6 (diesel)       | 123    |
| DNF  | S 1.1  | 45  | Monopole-Poissy                      | Jean Hémard Raymond Leinard           | Monopole                               | Simca 1.1L I4                    | 120    |
| DNF  | S 1.1  | 48  | Just-Emile Vernet                    | Just-Emile Vernet Claude Batault      | Simca Huit                             | Simca 1.1L I4                    | 118    |
| DNF  | S 1.1  | 56  | Jacques Savoye                       | Jacques Savoye Marcel Renault         | Singer 9                               | Singer 1.0L I4                   | 97     |
| DNF  | S 5.0  | 2   | Écurie France/Talbot-Lago            | Paul Vallée Guy Mairesse              | Talbot-Lago Monoplace Décalée          | Talbot-Lago 4.5L I6              | 95     |
| DNF  | S 1.1  | 54  | Mme Vivianne Elder                   | Vivianne Elder René Camerano          | Simca Huit                             | Simca 1.1L I4                    | 95     |
| DNF  | S 1.1  | 46  | Robert Redge                         | Félix Lecerf Robert Redge             | Simca Dého                             | Simca 1.1L I4                    | 89     |
| DNF  | S 1.1  | 50  | Amédée Gordini/Automobiles Gordini   | Pierre Veyron José Scaron             | Simca-Gordini T8                       | Simca 1.1L I4                    | 88     |
| DNF  | S 1.5  | 34  | Ecurie Lapin Blanche/HRG Engineering | Jack Scott-Douglas Neville Gee        | HRG 1500 Lightweight Le Mans           | Singer 1.5L I4                   | 83     |
| DNF  | S 3.0  | 16  | Marc Versini                         | Marc Versini Gaston Serraud           | Delage D6-3L                           | Delage 3.0L I6                   | 58     |
| DNF  | S 2.0  | 23  | J.A. Plisson                         | Jean Lucas Pierre Louis-Dreyfus       | Ferrari 166 MM                         | Ferrari 2.0L V12                 | 53     |
| DNF  | S 5.0  | 3   | Ecurie Charles Pozzi                 | Eugène Chaboud Charles Pozzi          | Delahaye 175S                          | Delahaye 4.5L I6                 | 52     |
| DNF  | S 2.0  | 30  | Peter Monkhouse                      | Peter Monkhouse Ernest Stapleton      | Aston Martin Speed Model               | Aston Martin 2.0L I4             | 45     |
| DNF  | S 1.1  | 51  | Robert Tocheport                     | Robert Tocheport Roget Carron         | Simca Huit                             | Simca 1.1L I4                    | 45     |
| DNF  | S 1.5  | 36  | Just-Emile Vernet                    | Georges Trouis Roger Eckerlein        | Riley RMA                              | Riley 1.5L I4                    | 40     |
| DNF  | S 2.0  | 31  | Dudley Folland                       | Anthony Heal Dudley Folland           | Aston Martin Speed Model               | Aston Martin 2.0L I4             | 26     |
| DNF  | S 5.0  | 7   | Ecurie Rosier                        | Louis Rosier Jean-Louis Rosier        | Talbot-Lago Spéciale                   | Talbot-Lago 4.1L I6              | 21     |
| DNF  | S 1.1  | 57  | Camille Hardy                        | Camille Hardy Maurice Roger           | Renault 4CV                            | Renault 0.8L I4                  | 21     |
| DNF  | S 1.5  | 33  | Ecurie Lapin Blanche/HRG Engineering | Peter Clark Mortimer Morris-Goodall   | HRG 1500 Lightweight Le Mans           | Singer 1.5L I4                   | 11     |
| DNF  | S 3.0  | 19  | Aston Martin Lagonda Ltd.            | Leslie Johnson Charles Brackenbury    | Aston Martin DB2                       | Lagonda 2.6L I6                  | 6      |
| DNF  | S 2.0  | 32  | Louis Eggen                          | Louis Eggen Egon Kraft de la Saulx    | Alvis TA 14                            | Alvis 1.9L I4                    | 6      |
| DNF  | S 1.1  | 49  | Amédée Gordini/Automobiles Gordini   | Jean Trévoux Marcel Lesurque          | Simca-Gordini TMM                      | Simca 1.1L I4                    | 5      |

1923 · 1924 · 1925 · 1926 · 1927 · 1928 · 1929 · 1930 · 1931 · 1932 · 1933 · 1934 · 1935 · 1936 · 1937 · 1938 · 1939 · 1940 - 1948 · 1949 · 1950 · 1951 · 1952 · 1953 · 1954 · 1955 (Ramp) · 1956 · 1957 · 1958 · 1959 · 1960 · 1961 · 1962 · 1963 · 1964 · 1965 · 1966 · 1967 · 1968 · 1969 · 1970 · 1971 · 1972 · 1973 · 1974 · 1975 · 1976 · 1977 · 1978 · 1979 · 1980 · 1981 · 1982 · 1983 · 1984 · 1985 · 1986 · 1987 · 1988 · 1989 · 1990 · 1991 · 1992 · 1993 · 1994 · 1995 · 1996 · 1997 · 1998 · 1999 · 2000 · 2001 · 2002 · 2003 · 2004 · 2005 · 2006 · 2007 · 2008 · 2009 · 2010 · 2011 · 2012 · 2013 · 2014 · 2015 · 2016 · 2017 · 2018 · 2019 · 2020 · 2021 · 2022 · 2023 · 2024